# Gäddtjärnen (Karlskoga socken, Värmland)
Gäddtjärnen är en sjö i Karlskoga kommun i Värmland och ingår i Göta älvs huvudavrinningsområde. Sjön är 5,3 meter djup, har en yta på 0,0087 kvadratkilometer och är belägen 130 meter över havet.